# René Dulieu
René Fernand Dulieu, né à Cœuvres-et-Valsery (Aisne) France le 31 décembre 1903 et mort à Paris 15e le 30 juillet 1992, est un peintre français.

## Biographie
Artiste peintre autodidacte de la peinture figurative.
A onze ans, c'est la grande guerre et son Certificat d'études en poche, il travaille d'abord dans les champs des fermes du village, puis jusqu'à ses 17 ans, il est employé à la distillerie de Cœuvres où il est chargé du bon fonctionnement des machines.
En 1925 il fait son service militaire à la caserne St Vincent de Laon (Aisne) au 101e régiment d'Artillerie Lourde comme Brigadier pointeur, et déjà il dessine sur des carnets.
A la fin de son service, ayant fait le choix de partir à Paris pour suivre des cours de dessins et peinture, il devient caissier aux Grand Magasins du Louvre. Il commence à découvrir Paris, ses quartiers, ses immeubles, commerces, églises. La semaine il installe son chevalet sur les trottoirs de Montmartre, Notre Dame,où du quartier latin et le dimanche, il vend ces toiles sur le Boulevard Raspail.
Il prend part à la Bataille de France de septembre 1939 à juin 1940. Il témoigne dans un carnet des évènements et émotions qu'il a traversés.
Après la seconde guerre mondiale, il installe son domicile et atelier dans le 15e arrondissement de Paris, mais il reste très attaché à son village natal où il se rend très régulièrement.
Marié, il emmène presque chaque été, sa famille sur la côte d'Azur où il peint avec beaucoup de plaisir les couleurs chaudes et la lumière intense de l'Esterel où de la côte varoise.
Il participe à de nombreux salons parisiens et expositions à Paris et province.
Primé au Salon des Artistes Indépendants en 1961, ainsi qu'au Salon Violet de Paris.
À partir de 1967, Mme Rosenthal de la Galerie Haussmann (Paris), expose régulièrement ses œuvres sur le "Vieux Paris" qui plaisent plus particulièrement à des touristes britanniques et américains.
Il participe avec les peintres René Demeurisse, Louis Girard, Paul René Poulain, Pierre Oualle, Jean Morand et Paul Vilain (Syriac Vila) au mouvement de l'"Ecole de Cœuvres".
Ces artistes peignent régulièrement les villages, monuments où paysages forestiers de la vallée du Ru de Retz.
A Paris, il peint alors plus particulièrement le quartier du Marais et ses anciens hôtels particuliers, ainsi que des immeubles avant leur démolition, fixant ainsi l'image de ce Paris aujourd'hui disparu. Ses toiles représentent presque fidèlement les détails d'architecture un peu austère et il les agrémente par les couleurs vives des affiches publicitaires que l'on trouvait encore sur les murs de Paris à cette époque.
Après le décès de son épouse en 1990, il tombe malade et meurt en 1992.
Il repose dans son village natal, au cimetière près de l'église de Cœuvres-et-Valsery.

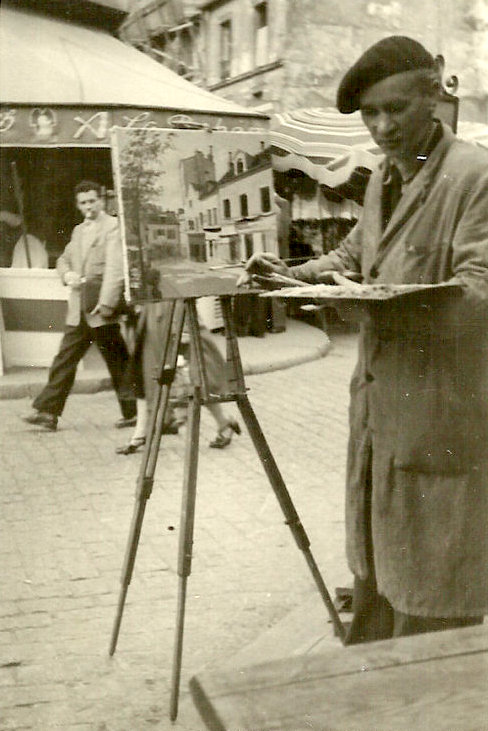
Le peintre place du Tertre à Montmartre Paris France

## Références

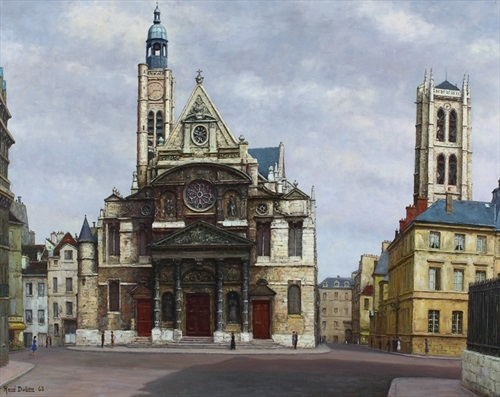
Paris Eglise Sainte Geneviève